# 金学成
金学成（1905年—1990年），又名松涛，笔名任重，江苏奉贤（今属上海市）人，中国政治人物，中国共产党党员，中国民主建国会中央委员会委员，第二、三、四、五、六届全国政协委员。